# Marduk

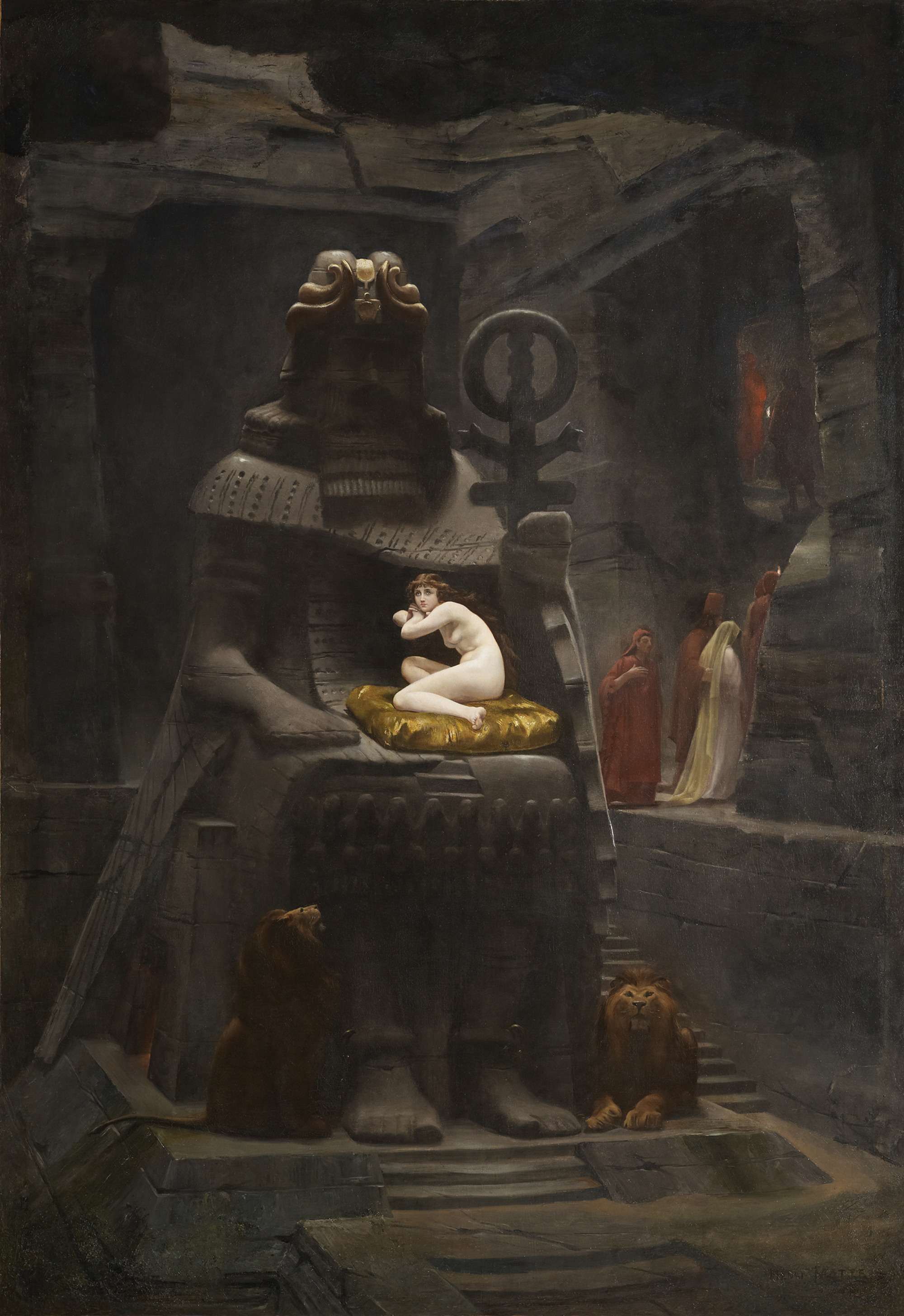
Thần Marduk qua tranh vẽ của Henri Motte

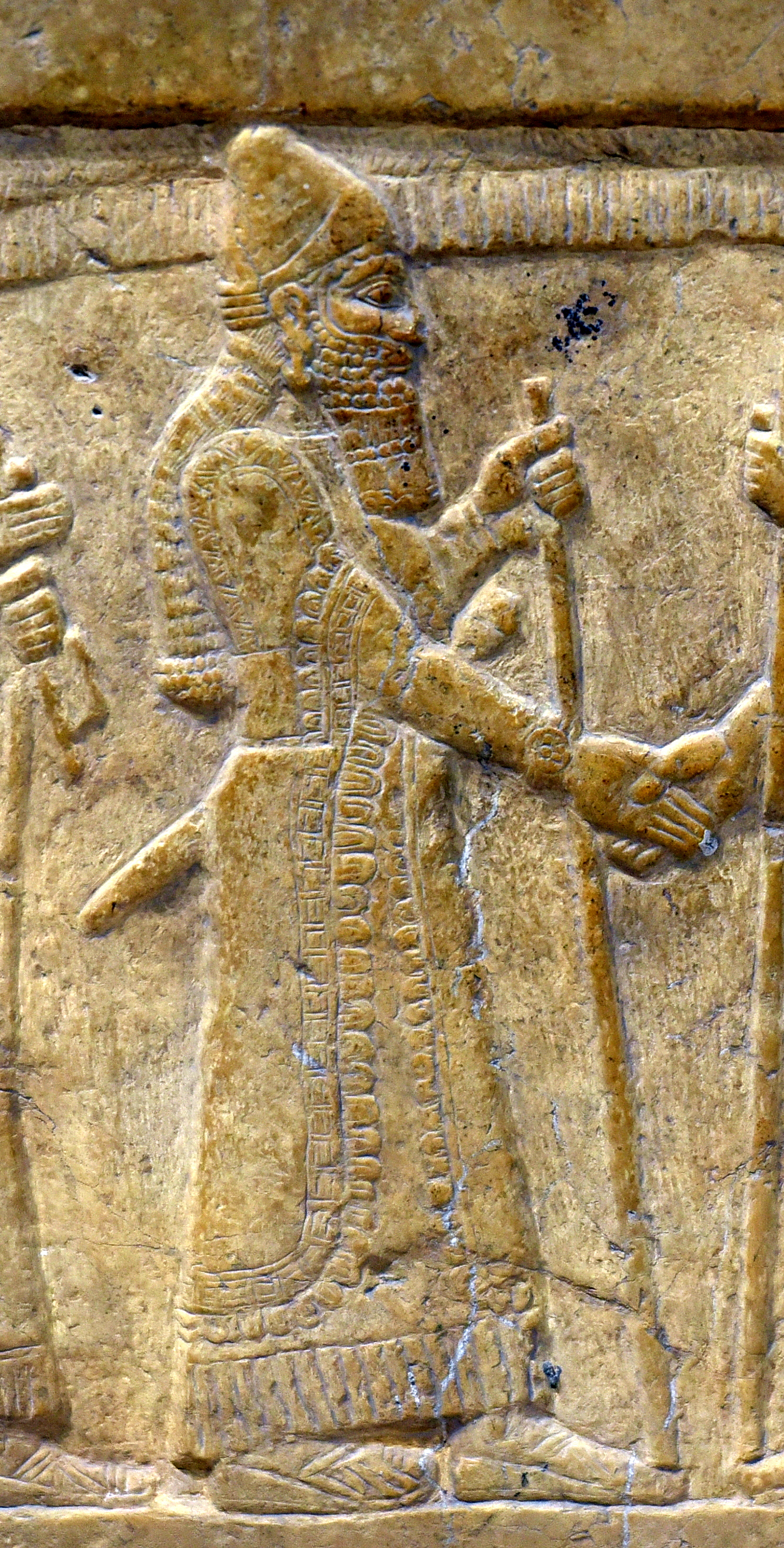
Di vật khảo cổ về hình ảnh thần Marduk

Thần Marduk (chữ nêm tượng hình: 𒀭𒀫𒌓; tiếng Sumer: Amar utu.k nghĩa là con bê của mặt trời; hay là con bò của thần Mặt trời/Merōdaḵ/Mərōḏaḵ trong tiếng Do Thái, và con bò của Utu gắn với tục thờ bò của cư dân vùng Trung Đông) là một vị thần có nguồn gốc từ vùng Lưỡng Hà (Mesopotamia) cổ đại và vị thần bảo trợ của thành phố Babylon, theo truyền thuyết huyền kỳ thì thần Marduk là người cuối cùng đã lên nắm quyền trong Thiên niên kỷ thứ nhất trước Công nguyên. Tại thành phố Babylon thì thần Marduk được thờ trong đền thờ Esagila. Biểu tượng của vị thần này là chiếc thuổng và vị thần này có sự gắn kết với Mušḫuššu. Vào Thiên niên kỷ thứ nhất TCN, thần Marduk dần dà đã trở nên gắn liền về mặt chiêm tinh học với vai trò tượng trưng bản mệnh cho hành tinh Sao Mộc.

## Huyền kỳ
Vì các nguồn tài liệu liên quan đến Marduk trong thời kỳ đầu rất thưa thớt nên vai trò ban đầu của Marduk vẫn chưa được biết rõ. Tuy nhiên, vì Marduk xuất hiện trong danh sách Abu Salabikh chỉ ra mối liên hệ có thể có với thế giới ngầm, nên tác giả Johandi cho rằng Marduk có thể là một vị thần có liên hệ với thế giới ngầm, tương tự, tác giả Oshima gần đây đề xuất rằng Marduk ban đầu có thể đóng vai trò tương tự như vị thần Nergal, điều này thậm chí có thể giải thích tại sao biểu đồ được sử dụng trong các văn bản Hittite để viết tên của vị thần Šanta vốn là nhân vật có bản chất tương tự như Nergal. Sử thi Enuma Elish, thường được cho là được sáng tác vào thời kỳ Isin II, đã kể lể khá chi tiết về việc Marduk lên nắm quyền với tư cách là vua của các vị thần. Có những điểm tương đồng giữa Sử thi Sáng tạo và thần thoại Anzu cũng như các truyền thống khác liên quan đến Ninurta. Phiến đá định mệnh là vật chủ chốt trong cả hai câu chuyện thần thoại và Marduk sử dụng nhiều vũ khí giống như Ninurta.
Theo Sử thi ghi lại những thành tựu huy hoàng của vị Thần Marduk của người Assyria. Ông đã dẫn dắt các vị Thần mới đại diện cho trật tự mới, chiến đấu chống lại các thủy Thần cũ và quái vật do Yutiamat lãnh đạo. Cuối cùng, quân của Thần Marduk đã chiến thắng và đối thủ Yutiamat đã bị giết trong trận chiến. Marduk đã sử dụng thân thể của Yutiamat để tạo ra trời, đất, mặt trời, mặt trăng và hai con sông quan trọng nhất ở đồng bằng Lưỡng Hà là Tigris và Euphrates. Sitchin, tác giả của Biên niên sử Trái đất, có một cách giải thích rất độc đáo về Thần thoại sáng thế này. Ông tin rằng Thần Madruk có thể tương ứng với một hành tinh lang thang Nibiru và Yutiamat tương ứng với hành tinh thứ 5 đã biến mất trong hệ mặt trời. Chiến thắng của Marduk trước Yutiamat là một ghi chép cổ về sự thay đổi lớn trong hệ Mặt trời.
Theo thần thoại sáng thế cổ đại, Marduk là một trong những người con trai của Ea (được gọi là Enki trong thần thoại Sumer). Cha của anh, Ea và các anh chị em của anh, là con đẻ của hai thế lực nước, Apsu, vị thần của nước ngọt và Tiamat, vị thần rắn biển độc tài và là hiện thân của biển cả nguyên thủy, từ đó các vị thần được tạo ra. Sau một thời gian, Apsu cảm thấy mệt mỏi với những đứa con của mình và định giết chúng. Tuy nhiên, Ea đã nghĩ ra một kế hoạch để thoát khỏi Apsu, dụ cha anh ngủ và giết anh ta. Từ phần còn lại của Apsu, Enki đã tạo ra trái đất. Tuy nhiên, Tiamat vô cùng tức giận trước cái chết của Apsu và tuyên chiến với các con của bà. Bà ta đã chiến thắng trong mọi trận chiến cho đến khi Marduk bước tới. Anh ta đề nghị giết Tiamat với điều kiện các vị thần khác phải tuyên bố ông ta là vua. Marduk đã thành công trong lời hứa của mình, giết Tiamat bằng một mũi tên chẻ đôi bà ra ra làm hai. Ông ta đã tạo ra thiên đường từ xác chết của bà ấy và hoàn thành việc tạo ra trái đất do Enki bắt đầu với các dòng sông Tigris và Euphrates chảy ra từ mỗi con mắt của Tiamat.